# Frederick Leathers, 1. Viscount Leathers
Frederick James Leathers, 1. Viscount Leathers, CH, PC (* 21. November 1883 in Stepney, London; † 19. März 1965) war ein britischer Wirtschaftsmanager und Politiker der Conservative Party, der von 1941 bis 1945 Minister für das Kriegstransportwesen (Minister of War Transport) war. 1941 wurde er als Baron Leathers in den erblichen Adelsstand erhoben und gehörte damit bis zu seinem Tod dem Oberhaus (House of Lords) als Mitglied an. Später war er zwischen 1951 und 1953 Minister für die Koordinierung von Transport, Treibstoffen und Energie (Secretary of State for Co-ordination of Transport, Fuel and Power). 1954 wurde er schließlich auch zum Viscount Leathers erhoben.

## Leben
Leathers, der aus einfachen Verhältnissen stammte, verließ 1898 als Fünfzehnjähriger die Schule und arbeitete danach bei der Steamship Owners Coal Association, deren Geschäftsführer er 1916 wurde. In der Folgezeit war er auch für verschiedene andere Unternehmen der Kohle- und Schifffahrtsindustrie wie William Cory & Son tätig und schließlich Vorstandsmitglied der Peninsular and Oriental Steam Navigation Company, wo er in Kontakt zu Winston Churchill trat. Zu Beginn des Zweiten Weltkrieges wurde er 1940 Berater des Schifffahrtministeriums für Kohleangelegenheiten. Am 1. Mai 1941 übernahm er in der Kriegsregierung von Premierminister Winston Churchill das Amt als Minister für das Kriegstransportwesen (Minister of War Transport) und bekleidete dieses Ministeramt auch in der Übergangsregierung Churchill zwischen dem 23. Mai und dem 26. Juli 1945. Zugleich wurde er am 9. Mai 1941 auch Mitglied des Geheimen Kronrates (Privy Council).
Am 19. Mai 1941 wurde er als Baron Leathers, of Purfleet in the County Essex, in den erblichen Adelsstand der Peerage of the United Kingdom erhoben und gehörte damit bis zu seinem Tod dem House of Lords als Mitglied an. Er war des Weiteren zwischen 1942 und 1945 britischer Vertreter im britisch-US-amerikanischen Gemeinsamen Ausschuss für Schifffahrtsregulierungen (Combined Shipping Adjustment Board) und wurde am 1. Januar 1943 Träger des Order of the Companions of Honour (CH).
Im dritten Kabinett Churchill übernahm Leathers am 30. Oktober 1951 den Posten als Minister für die Koordinierung von Transport, Treibstoffen und Energie (Secretary of State for Co-ordination of Transport, Fuel and Power) und behielt dieses bis zur Auflösung des Ministeriums am 3. September 1953. Am 18. Januar 1954 wurde er schließlich auch zum Viscount Leathers, of Purfleet in the County Essex, in der Peerage of the United Kingdom erhoben. Darüber hinaus verliehen ihm die University of Birmingham sowie die University of Leeds jeweils einen Ehrendoktor der Rechtswissenschaften (Honorary Doctor of Law).
Aus seiner am 1. Juni 1907 geschlossenen Ehe mit Emily Ethel Baxter, mit er bis zu seinem Tod am 19. März 1965 verheiratet war, gingen zwei Söhne und eine Tochter hervor. Sein ältester Sohn Frederick Alan Leathers war wie er Direktor bei William Cory & Son und erbte bei seinem Tod dessen Titel als 2. Viscount. Der zweite Sohn Leslie John Leathers war als Solicitor sowie von 1961 bis zu dessen Tod 2002 als General Commissioner of Taxes tätig. Seine einzige Tochter war Audrey Mary Leathers.